# Quinto Cornifício
Quinto Cornifício (em latim: Quintus Cornificius; m. 42 a.C.), amplamente conhecido apenas como Cornifício, foi um político da gente Cornifícia da República Romana. Foi senador, general, orador, áugure e poeta e ficou conhecido por sua amizade com Cátulo e Cícero, de quem foi correspondente. Escreveu um epílio, perdido, chamado "Glauco".

## História
Durante a guerra civil de 45-49 a.C., Cornifício se aliou a Júlio César contra Pompeu. Como questor propretor da Ilíria em 48 a.C., Cornifício recuperou a província para os cesarianos e a defendeu contra os ataques da frota de Pompeu. Em 46 a.C., foi enviado para a Cilícia, provavelmente como legado propretor, e, mais tarde, para a Síria, onde comandou a guerra contra Quinto Cecílio Basso. No ano seguinte, foi eleito pretor e, no verão de 44 a.C., depois do assassinato de Júlio César, foi nomeado governador da África Velha pelo Senado Romano.
No final de 44 a.C., o Senado, influenciado por Marco Antônio, nomeou Caio Calvísio Sabino para governar a África Velha, mas Cornifício se recusou a entregar-lhe a província. No ano seguinte, o Segundo Triunvirato, incluindo Antônio, o proscreveu e a África foi entregue a Tito Sêxtio. Cornifício foi derrotado e morto em combate perto de Útica em 42 a.C..

## Legado
Um monumento em Roma em homenagem à irmã de Cornifício, Cornifícia, também poeta, traz a seguinte inscrição: "CORNIFICIA Q. F. CAMERI Q. CORNIFICIUS Q. F. FRATER PR. AUGUR" ("Cornifícia, filha de Quinto, esposa de Camério, irmã de Quinto Cornifício, pretor e áugure").